# Never Enough (Boris Dlugosch)
"Never Enough" is een elektronicasingle van Boris Dlugosch. Het nummer werd uitgebracht in 2001 en gezongen door Moloko-zangeres Róisín Murphy.

## Nummers
Cd
| Nr. | Titel                                              | Lengte |
| --- | -------------------------------------------------- | ------ |
| 1.  | "Never Enough" (Original Radio Edit)               | 3:51   |
| 2.  | "Never Enough" (Chocolate Puma Radio Edit)         | 3:45   |
| 3.  | "Never Enough" (Original Club Mix)                 | 7:16   |
| 4.  | "Never Enough" (Chocolate Puma Remix)              | 7:41   |
| 5.  | "Never Enough" (Bini & Martini Club Mix)           | 7:58   |
| 6.  | "Never Enough" (Fusion Groove Orchestra Vocal Mix) | 9:49   |

12"
| Nr. | Titel                                    | Lengte |
| --- | ---------------------------------------- | ------ |
| A1. | "Never Enough" (Club Mix)                | 5:55   |
| A2. | "Never Enough" (Bini & Martini Club Mix) | 5:57   |
| B1. | "Never Enough" (Chocolate Puma Remix)    | 7:41   |

## Hitlijsten
| Land                | Hoogste positie |
| ------------------- | --------------- |
| Nederland           | 73              |
| Verenigd Koninkrijk | 16              |